# 야마가 노부지
야마가 노부지(일본어: 山家 信次, 1887년 ~ 1954년 11월 4일)는 일본의 화학자, 교수로, 일본 화약계의 권위자였다. 경성제국대학의 마지막 총장을 지냈다.

## 생애
경성제국대학 교수 겸 조선총독부 기사로 재직 중이다가 1944년 3월 20일 경성제국대학 총장에 취임하였다. 패전 후에는 일본 칼리트(Carlit) 주식회사 전무이사를 지냈다. 1954년 11월 4일, 가나가와현 히라쓰카시의 자택에서 뇌출혈로 사망하였다. 향년 68세.